# アホカイ節
『アホカイ節』（アホカイぶし）は、1964年（昭和39年）に菊地正夫（のちの城卓矢）がリリースした東芝レコード時代のシングル、ならびに同シングルのA面楽曲のタイトルである。

## 略歴・概要
1958年（昭和33年）、第1回「日劇ウエスタンカーニバル」にウエスタン・キャラバンのメンバーとして参加、1960年（昭和35年）にテイチク・レコード（現在のテイチクエンタテインメント）から『ひとりぼっちで』でデビュー、B面だった『スタコイ東京』で注目を浴びた菊地正夫が、1963年（昭和38年）に移籍した東芝レコード（現在のEMIミュージック・ジャパン）からリリースしたシングルレコードの1枚である。
『スタコイ東京』、『ダッキャ・ダッキャ節』同様の「民謡ロック」系の楽曲で、作曲の文れいじは当時クラウン・レコード専属作家であった菊地正夫の実兄・北原じゅんの別名。1966年（昭和41年）1月、菊地が「城卓矢」に改名してリリースした『骨まで愛して』の前史として存在する楽曲である。
『アホカイ節』は、1975年（昭和50年）、キングレコードから発売された原みつるとシャネル・ファイブのライヴアルバム『シャネル・ファイブ・イン・サッポロ』で、『あほかい節』のタイトル、同バンドの梅村良一の編曲により原の歌唱でカヴァーされ、同バンドの原みつるが平田満としてソロデビューした1976年（昭和51年）、同じくキングレコードから発売された平田満＋シャネル・ファイブのアルバム『愛の狩人』で、『あほかい節』のタイトル、土持城夫の編曲により原改め平田に再びカヴァーされている。のちに時期は不明であるが、ALL STRAS ORCHESTRAが『アホカイ節』のタイトルでカヴァーしている。

## 収録曲
- 全作詞：十二村哲　作曲／編曲：文れいじ

1. アホカイ節（TP-1104）
2. 風の吹くまま

## ディスコグラフィ
- 『アホカイ節』 : 菊地正夫、シングル『アホカイ節』所収、東芝レコード、1964年
- 『あほかい節』 : 原みつるとシャネル・ファイブ、編曲梅村良一、ライヴアルバム『シャネル・ファイブ・イン・サッポロ』所収、キングレコード、1975年発売
- 『あほかい節』 : 平田満＋シャネル・ファイブ、編曲土持城夫、アルバム『愛の狩人』所収、キングレコード、1976年発売
- 『アホカイ節』 : ALL STRAS ORCHESTRA、収録盤、発売時期不明
- 『アホカイ節』 : 菊地正夫、コンピレーションアルバム『お座敷ジャングル - 宴会ダンス』所収、EMIミュージック・ジャパン、1995年11月8日発売

## 註
1. ↑  作品データベース検索 検索結果、一般社団法人日本音楽著作権協会 JASRAC、2010年8月13日閲覧。